# Xã Glencoe, Quận McLeod, Minnesota
Xã Glencoe (tiếng Anh: Glencoe Township) là một xã thuộc quận McLeod, tiểu bang Minnesota, Hoa Kỳ. Năm 2010, dân số của xã này là 495 người.